# Campeonato Mundial de Natação em Piscina Curta de 2018 - 100 m costas feminino
A prova dos 100 metros nado costas feminino do Campeonato Mundial de Natação em Piscina Curta de 2018 foi disputado entre os dias 11 e 12 de dezembro de 2018, no Hangzhou Sports Park Stadium, em Hangzhou, na China. 

## Recordes
Antes desta competição, os recordes mundiais e do campeonato nesta prova eram os seguintes:
|                       | Nome           | Nacionalidade | Tempo | Local | Data                  |
| --------------------- | -------------- | ------------- | ----- | ----- | --------------------- |
| Recorde mundial       | Katinka Hosszú | Hungria       | 55.03 | Doha  | 4 de dezembro de 2014 |
| Recorde do campeonato | Katinka Hosszú | Hungria       | 55.03 | Doha  | 4 de dezembro de 2014 |

## Medalhistas
| Ouro                 | Prata                | Bronze                                      |
| Olivia Smoliga (USA) | Katinka Hosszú (HUN) | Georgia Davies (GBR) · Minna Atherton (AUS) |

## Resultados

### Eliminatórias
As eliminatórias ocorreram dia 11 de dezembro com um total de 57 nadadoras. 
| Colocação | Bateria | Raia | Nadadora            | Nacionalidade        | Tempo   | Notas            |
| --------- | ------- | ---- | ------------------- | -------------------- | ------- | ---------------- |
| 1         | 4       | 5    | Olivia Smoliga      | Estados Unidos       | 55.47   | Q,               |
| 2         | 6       | 4    | Emily Seebohm       | Austrália            | 57.08   | Q                |
| 3         | 4       | 4    | Katinka Hosszú      | Hungria              | 57.09   | Q                |
| 4         | 4       | 3    | Simona Kubová       | Chéquia              | 57.13   | Q                |
| 5         | 5       | 4    | Kathleen Baker      | Estados Unidos       | 57.16   | Q                |
| 6         | 6       | 5    | Minna Atherton      | Austrália            | 57.17   | Q                |
| 7         | 5       | 5    | Michelle Coleman    | Suécia               | 57.21   | Q                |
| 8         | 6       | 3    | Georgia Davies      | Grã-Bretanha         | 57.24   | Q                |
| 9         | 5       | 6    | Sayaka Akase        | Japão                | 57.36   | Q                |
| 10        | 5       | 3    | Emi Moronuki        | Japão                | 57.42   | Q                |
| 11        | 6       | 6    | Fu Yuanhui          | China                | 57.66   | Q                |
| 12        | 4       | 2    | Alicja Tchórz       | Polónia              | 57.78   | Q                |
| 13        | 4       | 6    | Anastasia Fesikova  | Rússia               | 57.85   | Q                |
| 14        | 5       | 2    | Mimosa Jallow       | Finlândia            | 57.93   | Q                |
| 15        | 4       | 0    | Margherita Panziera | Itália               | 58.14   | Q                |
| 16        | 4       | 7    | Mathilde Cini       | França               | 58.16   | Q                |
| 17        | 6       | 2    | Daria Ustinova      | Rússia               | 58.21   |                  |
| 18        | 5       | 9    | Laura Riedemann     | Alemanha             | 58.27   |                  |
| 19        | 5       | 1    | Anastasiya Shkurdai | Bielorrússia         | 58.44   |                  |
| 20        | 4       | 8    | Andrea Berrino      | Argentina            | 58.58   |                  |
| 21        | 6       | 7    | Etiene Medeiros     | Brasil               | 58.62   |                  |
| 22        | 5       | 7    | Hanna Rosvall       | Suécia               | 58.80   |                  |
| 23        | 3       | 5    | Isabella Arcila     | Colômbia             | 58.83   |                  |
| 24        | 4       | 1    | Caroline Pilhatsch  | Áustria              | 58.91   |                  |
| 25        | 6       | 9    | Jenny Mensing       | Alemanha             | 59.08   |                  |
| 26        | 3       | 1    | Karolína Hájková    | Eslováquia           | 59.25   |                  |
| 27        | 6       | 0    | Ekaterina Avramova  | Turquia              | 59.26   |                  |
| 28        | 3       | 6    | Ingrid Wilm         | Canadá               | 59.31   |                  |
| 29        | 6       | 1    | Chen Jie            | China                | 59.36   |                  |
| 30        | 5       | 8    | Stephanie Au        | Hong Kong            | 59.38   |                  |
| 31        | 5       | 0    | Carlotta Zofkova    | Itália               | 59.57   |                  |
| 32        | 3       | 3    | Krystal Lara        | República Dominicana | 1:00.28 | Recorde nacional |
| 33        | 3       | 4    | Gabriela Georgieva  | Bulgária             | 1:00.58 |                  |
| 34        | 3       | 2    | África Zamorano     | Espanha              | 1:00.74 |                  |
| 35        | 3       | 8    | Lushavel Stickland  | Samoa                | 1:00.75 |                  |
| 36        | 1       | 5    | Felicity Passon     | Seicheles            | 1:00.81 |                  |
| 37        | 6       | 8    | Paige Flynn         | Nova Zelândia        | 1:00.89 |                  |
| 38        | 4       | 9    | Signhild Joensen    | Ilhas Feroé          | 1:00.98 |                  |
| 39        | 2       | 4    | Celina Márquez      | El Salvador          | 1:01.27 |                  |
| 40        | 3       | 7    | Tatiana Salcuțan    | Moldávia             | 1:02.96 |                  |
| 41        | 2       | 3    | Andrea Becali       | Cuba                 | 1:03.96 |                  |
| 42        | 3       | 9    | Mónica Ramírez      | Andorra              | 1:04.06 |                  |
| 43        | 3       | 0    | Trinidad Ardiles    | Chile                | 1:04.23 |                  |
| 44        | 1       | 6    | Camille Koening     | Ilhas Maurícias      | 1:04.47 |                  |
| 45        | 2       | 6    | Nimia Murua         | Panamá               | 1:05.09 |                  |
| 46        | 1       | 3    | Ri Hye-gyong        | Coreia do Norte      | 1:05.53 |                  |
| 47        | 2       | 2    | Danielle Treasure   | Barbados             | 1:06.74 |                  |
| 48        | 2       | 8    | Colleen Furgeson    | Ilhas Marshall       | 1:07.44 |                  |
| 49        | 2       | 1    | Kimberly Ince       | Granada              | 1:07.68 |                  |
| 50        | 2       | 5    | Yolani Blake        | Fiji                 | 1:07.87 |                  |
| 51        | 2       | 7    | Eda Zeqiri          | Kosovo               | 1:08.69 |                  |
| 52        | 1       | 4    | Britheny Joassaint  | Haiti                | 1:09.58 |                  |
| 53        | 2       | 0    | Osisang Chilton     | Palau                | 1:12.10 |                  |
| 54        | 2       | 9    | Ada Thioune         | Senegal              | 1:16.82 |                  |
| 55        | 1       | 7    | Amanda Poppe        | Guam                 | 1:21.44 |                  |
| 56        | 1       | 1    | Hamna Ahmed         | Maldivas             | 99.99 ! | DNS              |
| 56        | 1       | 2    | Naima Akter         | Bangladesh           | 99.99 ! | DNS              |

### Semifinal
A semifinal ocorreu dia 11 de dezembro. 
Semifinal 1
| Colocação | Raia | Nadadora       | Nacionalidade | Tempo | Notas |
| --------- | ---- | -------------- | ------------- | ----- | ----- |
| 1         | 6    | Georgia Davies | Grã-Bretanha  | 56.49 | Q     |
| 2         | 4    | Emily Seebohm  | Austrália     | 56.84 | Q     |
| 3         | 3    | Minna Atherton | Austrália     | 57.05 | Q     |
| 4         | 5    | Simona Kubová  | Chéquia       | 57.18 | Q     |
| 5         | 2    | Emi Moronuki   | Japão         | 57.32 | Q     |
| 6         | 8    | Mathilde Cini  | França        | 57.70 |       |
| 7         | 1    | Mimosa Jallow  | Finlândia     | 57.86 |       |
| 8         | 7    | Alicja Tchórz  | Polónia       | 58.40 |       |

Semifinal 2
| Colocação | Raia | Nadadora            | Nacionalidade  | Tempo | Notas |
| --------- | ---- | ------------------- | -------------- | ----- | ----- |
| 1         | 4    | Olivia Smoliga      | Estados Unidos | 56.13 | Q     |
| 2         | 3    | Kathleen Baker      | Estados Unidos | 56.27 | Q     |
| 3         | 5    | Katinka Hosszú      | Hungria        | 56.46 | Q     |
| 4         | 2    | Sayaka Akase        | Japão          | 57.48 |       |
| 5         | 6    | Michelle Coleman    | Suécia         | 57.57 |       |
| 6         | 7    | Fu Yuanhui          | China          | 57.83 |       |
| 7         | 1    | Anastasia Fesikova  | Rússia         | 57.88 |       |
| 8         | 8    | Margherita Panziera | Itália         | 58.31 |       |

### Final
A final foi realizada em 12 de dezembro. 
| Colocação         | Raia | Nadadora       | Nacionalidade  | Tempo | Notas |
| ----------------- | ---- | -------------- | -------------- | ----- | ----- |
| Medalha de ouro   | 4    | Olivia Smoliga | Estados Unidos | 56.19 |       |
| Medalha de prata  | 3    | Katinka Hosszú | Hungria        | 56.26 |       |
| Medalha de bronze | 6    | Georgia Davies | Grã-Bretanha   | 56.74 |       |
| 3                 | 7    | Minna Atherton | Austrália      | 56.74 |       |
| 5                 | 5    | Kathleen Baker | Estados Unidos | 56.89 |       |
| 6                 | 2    | Emily Seebohm  | Austrália      | 56.98 |       |
| 7                 | 1    | Simona Kubová  | Chéquia        | 57.03 |       |
| 8                 | 8    | Emi Moronuki   | Japão          | 57.18 |       |

Legenda
| Recorde mundial       | Recorde mundial (World record)               |                       | Recorde africano                      | Recorde africano (African) |                                           | Q | Classificado por posição (Qualified) |
| Recorde do campeonato | Recorde do campeonato (Championship record)  | Recorde da América    | Recorde da América (Americas)         | q                          | Classificado por melhor tempo (Qualified) |   |                                      |
| Melhor marca do ano   | Melhor marca do ano (World leading)          | Recorde asiático      | Recorde asiático (Asian)              | DNS                        | Não largou (Did not start)                |   |                                      |
| Recorde nacional      | Recorde nacional (National record)           | Recorde europeu       | Recorde europeu (European)            | DNF                        | Não terminou (Did not finish)             |   |                                      |
| Recorde pessoal       | Recorde pessoal do atleta (Personal best)    | Recorde da Oceania    | Recorde da Oceania (Oceania)          | DSQ / DQ                   | Desclassificado (Disqualified)            |   |                                      |
| Recorde da temporada  | Recorde da temporada do atleta (Season best) | Recorde sul-americano | Recorde sul-americano (South America) | NM                         | Sem marca (No mark)                       |   |                                      |